# Walentina Iwanowna Iljinych
Walentina Iwanowna Iljinych (russisch Валентина Ивановна Ильиных, engl. Transkription Valentina Ilyinykh; * 12. Dezember 1956 in Swerdlowsk, RSFSR, Sowjetunion) ist eine ehemalige russische Mittelstreckenläuferin, die für die Sowjetunion an den Start ging. Ihren größten Erfolg feierte sie mit dem Vizehalleneuropameistertitel über 1500 Meter 1981 in Grenoble.

## Sportliche Laufbahn
Erste internationale Erfahrungen sammelte Walentina Iljinych vermutlich im Jahr 1977, als sie bei der Sommer-Universiade in Sofia mit 4:23,1 min in der Vorrunde im 1500-Meter-Lauf ausschied. Im Jahr darauf wurde sie bei den Crosslauf-Weltmeisterschaften 1978 in Glasgow nach 20:09 min 90. im Einzelrennen und im September belegte sie bei den Europameisterschaften in Prag in 4:00,18 min den vierten Platz über 1500 Meter. 1979 gewann sie bei den Studentenweltspielen in Bukarest in 4:14,6 min die Bronzemedaille hinter der Rumänin Natalia Mărășescu und ihrer Landsfrau Olga Dwirna. 1981 gewann sie bei den Halleneuropameisterschaften in Grenoble in 4:08,17 min die Silbermedaille hinter der Italienerin Agnese Possamai und im Juli sicherte sie sich bei der Sommer-Universiade in Bukarest in 8:54,23 min die Silbermedaille im 3000-Meter-Lauf hinter Breda Pergar aus Jugoslawien. Daraufhin beendete sie ihre aktive sportliche Karriere im Alter von 25 Jahren.

## Persönliche Bestleistungen
- 800 Meter: 1:59,5 min, 19. August 1978 in Podolsk
- 1000 Meter: 2:34,1 min, 5. August 1979 in Podolsk
  - 1000 Meter (Halle): 2:41,5 min, 8. Februar 1981 in Minsk
- 1500 Meter: 4:00,18 min, 3. September 1978 in Prag
  - 1500 Meter (Halle): 4:08,17 min, 22. Februar 1981 in Grenoble
- 3000 Meter: 8:54,23 min, 26. Juli 1981 in Bukarest